# Zalisți, Turiisk
Zalisți (în ucraineană Залісці) este un sat în comuna Mîleanovîci din raionul Turiisk, regiunea Volînia, Ucraina.

## Demografie
Componența lingvistică a localității Zalisți
     Ucraineană (100%)
Conform recensământului din 2001, toată populația localității Zalisți era vorbitoare de ucraineană (100%).